# 埃克塞特 (紐約州)
埃克塞特（英語：Exeter）是一個位於美國紐約州奧齊戈縣的鎮。

## 人口
根據2020年美國人口普查的數據，埃克塞特的面積為84.67平方千米，當中陸地面積為83.08平方千米，而水域面積為1.59平方千米。當地共有人口845人，而人口密度為每平方千米10人。